# PS/2 단자

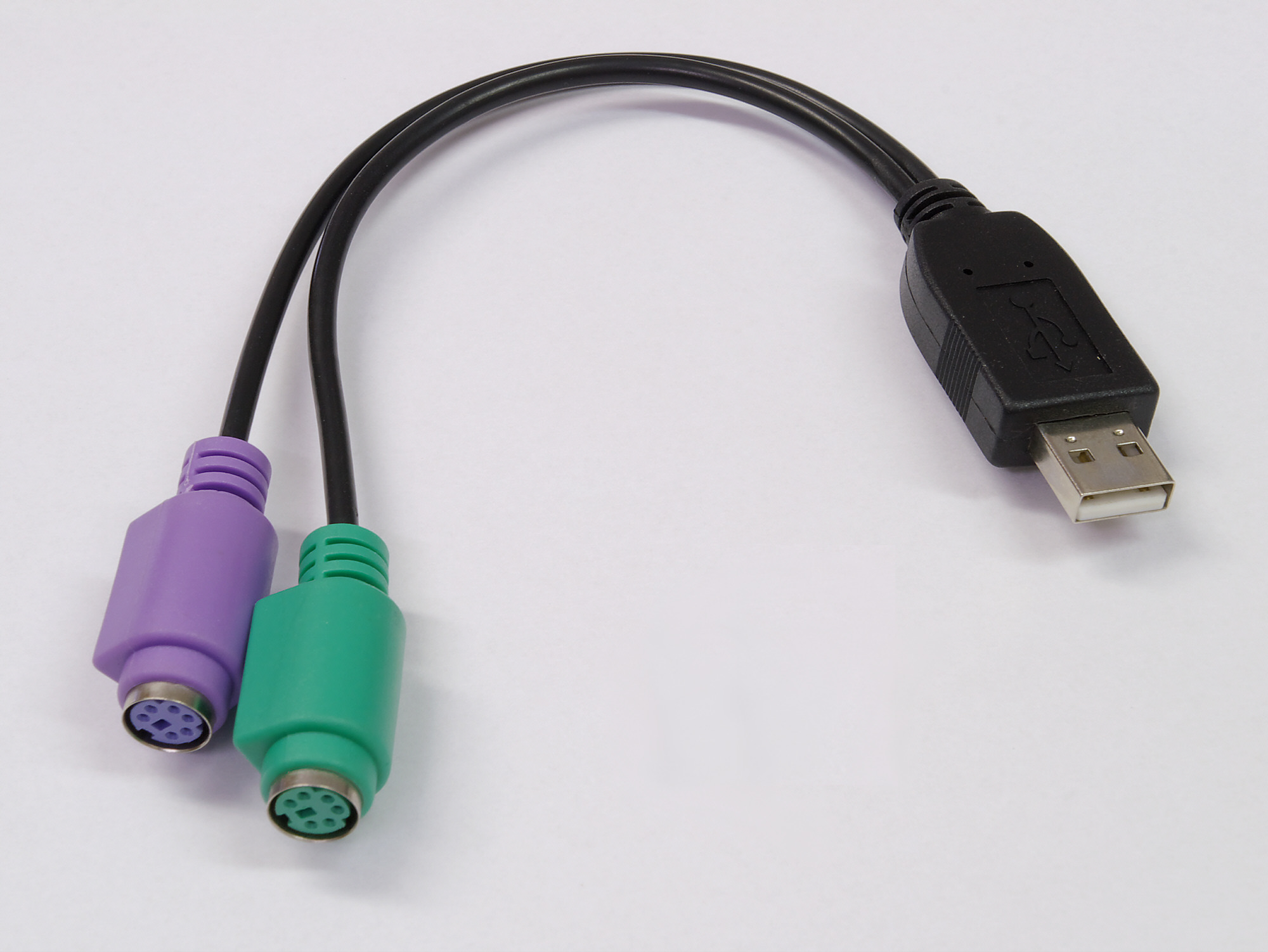
버스 기능을 제공하는 PS/2-to-USB 어댑터

PS/2(Personal System/2, 피에스투)는 개인용 컴퓨터에서 쓰이는 접속 단자 규격의 하나로, IBM이 PS/2를 채용한 것에서 유래한다. 여기서 미니 DIN6P 연결기가 사용된다. 2006년 지금은 키보드와 마우스의 접속 단자로만 사용되기 때문에 그 밖의 하드웨어가 접속되는 예는 찾기 힘들다. 이러한 방식 또한 USB나 블루투스 방식으로 대체되고 있다.
PS/2는 핫 플러깅을 지원하지 않는다.
PS/2는 IBM의 PC/AT의 뒤를 이으며 1987년에 발매된 개인용 컴퓨터의 시리즈이다.
i8086을 탑재한 모델 25/30, 80286을 탑재한 모델 30-286/50/60, i386을 탑재한 모델 70/80의 라인업을 갖춘 당시에 앞서 나간 사업용 PC에서 쓰였다. 이 PS/2용으로 준비된 운영 체제가 IBM과 마이크로소프트의 공동 개발한 OS/2이다. 당시는 호환 컴퓨터로서 ASTReserch 등의 PC 메이커가 있었다. 대담하고 야심적인 사양 변경을 수반하는 모델 변경이었지만, 개인용 컴퓨터 시장의 주도권을 되찾지는 못했다.

## 색 코드
| 색 | 색     | 설명   |
| -- | ------ | ------ |
|    | 자주색 | 자판   |
|    | 초록색 | 마우스 |

키보드 케이블 내의 와이어링은 다양하게 사용될 수 있다. 더 일반적인 색 코드에 대한 설명이 아래에 있다.
| 설명   | 공통 | 공통 | 대체 | 대체 | 대체 | 대체     | 대체 | 대체 | 대체 | 대체 | 대체 | 대체     | 대체 | 대체 |
| ------ | ---- | ---- | ---- | ---- | ---- | -------- | ---- | ---- | ---- | ---- | ---- | -------- | ---- | ---- |
| +CLK   |      | 녹색 |      | 파랑 |      | 흰색     |      | 노랑 |      | 흰색 |      | 파랑     |      | 노랑 |
| 데이터 |      | 흰색 |      | 노랑 |      | 녹색     |      | 빨강 |      | 녹색 |      | 노랑     |      | 회색 |
| GND    |      | 노랑 |      | 검정 |      | 오렌지색 |      | 회색 |      | 검정 |      | 흰색     |      | 검정 |
| Vcc    |      | 빨강 |      | 빨강 |      | 파랑     |      | 갈색 |      | 빨강 |      | 오렌지색 |      | 빨강 |

## 같이 보기
- OS/2